# 6-й Західний провулок (Житомир)
6-й Західний провулок — провулок в Богунському районі міста Житомира.

## Характеристики
Розташований на Мальованці. Бере початок з Західної вулиці. Прямує на південний захід. Завершується перехрестям з вулицею Олени Теліги. Має перехрестя з провулками 5-м та 7-м Західними.

## Історія
Виник і отримав назву у 1959 році. До кінця 1960-х років провулок та його забудова переважно сформувалися. 